# Дьяченко, Никита Андреевич
Никита Андреевич Дьяченко (14 [26] сентября 1809, Полтавская губерния — 9 [21] апреля 1877, Киев) — российский математик и педагог, доктор математики (1838), заслуженный профессор и декан физико-математического факультета Императорского университета Святого Владимира, действительный статский советник.

## Биография
Родом из дворян, родился 14 (26) сентября 1809 года в селе Яшники Лохвицкого уезда Полтавской губернии. Рано потеряв родителей, был отвезён своим старшим братом в Харьков, где определён в Слободско-Украинскую гимназию, курс которой окончил в 1826 году. В том же году поступил на физико-математическое отделение философского факультета Харьковского университета и по окончании курса в 1829 году был оставлен при университете в качестве репетитора по математике для казённокоштных студентов.
Через полтора года был определён учителем естественных наук и физики в Харьковскую гимназию, в 1831 году — учителем физики в Харьковский институт благородных девиц. В 1832 году, по поручению совета Харьковского университета, начал чтение лекций студентам по оптике, затем преподавал основные начала математики.
В 1835 году защитил диссертацию: «Рассуждение об успехах после Эйлера, сделанных в нахождении определенных интегралов, и об определении их», получил степень магистра чистой и прикладной математики и был назначен адъюнктом, а спустя полтора года был назначен и. д. экстраординарного профессора для преподавания прикладной математики.
В конце 1838 года защитил диссертацию «О гидравлических колесах» на степень доктора чистой и прикладной математики и в конце апреля 1839 года был переведен в Киев — в Императорский университет Св. Владимира, где через год был утверждён ординарным профессором по кафедре чистой и прикладной математики. Впоследствии, при разделении кафедры, Дьяченко оставил за собой кафедру чистой математики, которую и занимал до выхода в отставку.
Был деканом физико-математического факультета; впервые избран 25 октября 1847 года и сохранил эту должность до 1856 года; затем избирался ещё на два четырехлетия, с 7 мая 1860 года и с 3 ноября 1862 года. В 1865 году выслужил срок, но Советом университета был оставлен на занимаемых должностях до выхода в отставку 1 июля 1867 года заслуженным профессором; с 27 декабря 1863 года состоял в чине действительного статского советника.
В 1839—1844 годах он также читал публичные лекции по практической механике. В 1846—1851 годах вместе с ним на кафедре работал младший брат Аммос Андреевич Дьяченко.
Основные работы Н. А. Дьяченко относятся к области математического анализа и его применения в других разделах математики и механики. Кроме того, плодотворно и активно занимался астрономией.
Умер в Киеве 9 (21) апреля 1877 года.

## Награды
- Орден Святой Анны 3-й степени (1845)
- Орден Святой Анны 2-й степени (1849; императорская корона к ордену — 1857)
- Знак отличия беспорочной службы за XXL лет (1857)
- Орден Святого Владимира 4-й степени (1867)